# Radical 23
El radical 23, representado por el carácter Han 匸, es uno de los 214 radicales del diccionario de Kangxi. En mandarín estándar es llamado 匸部　(xǐ bù), en japonés es llamado 匸部, けいぶ　(keibu), y en coreano 혜 (hye). Este radical es llamado «radical “cercado que esconde”» en los textos occidentales. 
El radical 23 aparece siempre rodeando las partes superior, izquierda e inferior de los caracteres en los que aparece. Los caracteres clasificados bajo este radical suelen tener un significado relativo al concepto de «ocultar» , como  匿 (esconder). En algunos caracteres, el radical «cercado que esconde» toma una forma que es idéntica a la del radical 22, por lo que puede ser confundido en algunos casos.

## Nombres populares
- Mandarín estándar: 區字框, qū zì kuāng, «caja del símbolo 區 (distrito)».
- Coreano: ：터진에운담부, teojin eun dam bu, «radical 31 abierto».
- Japonés: 隠し構え（かくしがまえ）, kakushigamae, «radical “esconder” rodeando el carácter».[1]
- En occidente: radical «cercado que esconde».

## Caracteres con el radical 23
| trazos | carácter |
| ------ | -------- |
| + 0    | 匸       |
| + 2    | 匹 区    |
| + 6    | 匼       |
| + 7    | 匽       |
| + 9    | 匾 匿 區 |

## Galería
| Estilos antiguos                                 | Estilos antiguos                  | Estilos antiguos                        | Estilos antiguos                   | Estilos antiguos                   | Estilos empleados actualmente       | Estilos empleados actualmente  | Estilos empleados actualmente    | Estilos empleados actualmente   | Estilos empleados actualmente  |
|                                                  |                                   |                                         |                                    |                                    |                                     | 匸                             |                                  |                                 |                                |
| 甲骨文 jiǎgǔwén (escritura de huesos oraculares) | 金文 jīnwén (escritura de bronce) | 简帛 jiǎnbó (escritura de bambú y seda) | 篆文 zhuànwén (escritura de sello) | 篆文 zhuànwén (escritura de sello) | 隸書 lìshū (estilo de los escribas) | 楷書 kǎishū (estilo regular)   | 楷書 kǎishū (estilo regular)     | 行書 xǐngshū (estilo corriente) | 草書 cǎoshū (estilo de hierba) |
| 甲骨文 jiǎgǔwén (escritura de huesos oraculares) | 金文 jīnwén (escritura de bronce) | 简帛 jiǎnbó (escritura de bambú y seda) | 大篆 dàzhuàn (sello grande)        | 小篆 xiǎozhuàn (sello pequeño)     | 隸書 lìshū (estilo de los escribas) | 繁體／繁体 fántǐ (tradicional) | 简体／簡體 jiǎntǐ (simplificado) | 行書 xǐngshū (estilo corriente) | 草書 cǎoshū (estilo de hierba) |